# Mimi Tao
Mimi Tao es una modelo tailandesa. Fue la primera modelo transgénero que apareció en el programa de telerrealidad Project Runway.

## Primeros años
Tao nació y creció en Khon Kaen, Tailandia. Ella es la hija mediana de tres hermanos, tiene una hermana mayor y un hermano menor, todos nacidos con un año de diferencia. A los once años se hizo monje, pero abandonó el monasterio al cabo de seis años para ayudar a su familia, que se había visto arruinada por una crisis financiera. Se fue a Pattaya y allí le ofrecieron un trabajo como bailarina de cabaret. Después de trabajar durante tres meses, dejó Pattaya para buscar un trabajo mejor remunerado en Bangkok. Tao postuló con éxito para trabajar en el famoso espectáculo Calypso Cabaret y ocupó ese puesto durante un par de meses más. Un documental de televisión sobre la supermodelo tailandesa Rojjana “Yui” Phetkanha que conoció mientras trabajaba allí, despertó su interés por el modelaje. Ella era una fan y después de un poco de persuasión, convenció a Phetkanha para que la ayudara a aprender modelaje. Yui le enseñó a Tao todo lo que sabía: técnicas de pasarela, técnicas para posar, cómo conseguir la mejor luz en una sesión de fotos y cómo conseguir trabajos. Tao pasó tres meses estudiando con Yui hasta que estuvo lista para ingresar a la industria del modelaje por su cuenta.

## Carrera
Tao se mudó a los Estados Unidos en 2017 para seguirppp una carrera como modelo después de intentos fallidos en Tailandia y Singapur. En 2018, Tao apareció en 24 desfiles en la Semana de la Moda de Nueva York.
En 2021, Tao se convirtió en modelo habitual en la temporada 19 de Project Runway. Ella fue la primera modelo transgénero del programa. También fue modelo habitual en la temporada 20 de 2023.
En 2019, Tao estuvo representada por la agencia de modelos de Los Ángeles Slay, que representa solo modelos transgénero. A partir de 2024, Tao está representada por Super Red Modeling.

## Vida personal
Tao es budista. Ella es una mujer transgénero.